# 石川謙
石川 謙（いしかわ けん、1891年4月29日 - 1969年7月12日）は、日本の教育史学者、お茶の水女子大学名誉教授。岡崎女子短期大学初代学長。教育学者の石川松太郎は息子である。日本近世教育史、特に石門心学を研究した。

## 人物
愛知県西加茂郡挙母町（現・豊田市花園町屋敷）に中川仙太郎の次男として生まれる。1895年、4歳のときに父が死去し、碧海郡依佐美村（現・刈谷市小垣江町）で農業を営む石川松吉の養嗣子となる。1903年、小垣江高等小学校を卒業。1912年、文部省師範学校中学校高等女学校教員検定試験教育科に合格し、1916年（大正15年）には東京高等師範学校の研究科に入学。1920年に渡米し、翌年スタンフォード大学に入学し、カバリー教授の指導を受ける。
1938年刊行の『石門心學史之研究』に対して、帝国学士院より恩賜賞を受ける。1941年、東京帝国大学より文学博士。1949年、日本教育学会理事・日本学術会議会員に選ばれる。1951年、『古往来についての研究』に対して日本学士院より学士院賞を受ける。1965年、岡崎女子短期大学の初代学長に就任。1966年、勲三等旭日中綬賞を受ける。
1969年7月12日、入院先の日本大学病院で肺炎により死去。
没後、日本教育史学会によって石川謙賞が制定され、後進の研究者に授与されている。

## 著書

### 単著
- 『西洋教育史潮概説』文教書院 1925
- 『日本庶民教育史 近世に於ける教育機関の超封建的傾向の発達』刀江書院 1929
- 『心学教化の本質並発達』章華社 1931
- 『近世社会教育史の研究』章華社 1934 「近世日本社会教育史の研究」東洋図書 1938
- 『寺子屋』東方書院 1935 (日本宗教講座)
- 『心学講話』章華社 1935
- 『心學精粹』日本文化協會出版部 1935.10 (日本精神叢書)
- 『ひぐらし硯 放送講話』文教書院 1936
- 『石門心學史之研究』岩波書店 1938
- 『二宮尊徳夜話』社會教育協會 (教育パンフレツト) 1939
- 『概観日本教育史』東洋図書 1940
- 『五人組から隣組へ 教養講座』西村書店 1940
- 『慎思録より駿台雑話へ』日本放送出版協会 (ラヂオ新書) 1941
- 『二宮尊徳夜話』日本放送出版協会 (ラジオ新書) 1941
- 『心学と現代生活』日本放送出版協会 (ラジオ新書) 1942
- 『石田梅巌』文教書院 (日本教育先哲叢書) 1943
- 『女子用往来物分類目録 江戸時代に於ける女子用初等教科書の発達』講談社 1946
- 『近世庶民教育史』東亜出版社 1947
- 『教化の方法を話題として石門心学を語る』広島図書出版社 1949
- 『我が国における児童観の発達』振鈴社 1949
- 『古往来についての研究 上世・中世における初等教科書の発達』大日本雄弁会講談社 1949
- 『庭訓往来についての研究 教科書の取扱方から見た学習方法の発達』金子書房 1950 (東京教育大学教育学会紀要)
- 『学校の発達 特に徳川幕府直轄の学校における組織形態の発達』岩崎書店 1951
- 『語彙集型往來について』野間教育研究所紀要 1953
- 『近世の学校』高陵社書店 1957
- 『日本学校史の研究』小学館 1960
- 『寺子屋 庶民教育機関』至文堂 (日本歴史新書) 1960
- 『江戸時代までの学校に関する史的研究法の発達』野間教育研究所 1960
- 『心学 江戸の庶民哲学』日本経済新聞社 (日経新書) 1964
- 『近世教育における近代化的傾向 会津藩教育を例として』講談社 1966
- 『石田梅岩と『都鄙問答』』岩波新書 1968

### 共著
- 『吉田松陰』武田勘治共著 偉人叢書 三教書院 1940
- 『堵菴と道二』小杉巌共著 藻岩書店 1941

### 編著
- 往来物落穂集 上巻 文修堂書店 1927
- 鳩翁道話 柴田鳩翁 岩波文庫 1935
- 道二翁道話 中沢道二 岩波文庫 1935
- 松翁道話 布施矩道 岩波文庫 1936
- 大和俗訓 貝原益軒 岩波文庫 1938
- 愚翁道話 宮本愚翁 宮本鬼外 1941
- 心学道話精粋 講談社 1947
- 心学者の言葉 金子書房 1952 (教育文庫)
- 養生訓・和俗童子訓 岩波文庫 貝原益軒 1961
- 日本教科書大系 往来編 全15巻 石川松太郎共編 講談社 1967-1974